# 黒田直樹
黒田 直樹（くろだ なおき、1940年（昭和15年）12月18日 - ）は、日本の通産官僚。元資源エネルギー庁長官。元国際石油開発帝石株式会社会長・社長。

## 略歴
- 愛知県岡崎市生まれ。
- 1959年（昭和34年）3月：愛知県立岡崎高等学校卒業。
- 1963年（昭和38年）3月：東京大学法学部卒業。
- 1963年（昭和38年）4月：通商産業省入省。
- 公益事業局、経済企画庁出向、通商政策局、重工業局、ジェトロブラッセル事務所を経て[1]、
- 通商産業省産業政策局産業組織政策室長。
- 資源エネルギー庁公益事業部業務課長。
- 通商産業省機械情報産業局自動車課長。
自動車課長在任中、「日米自動車戦争」における日本の対米自動車輸出自主規制枠を230万台を超えないことで通産省が強引に決着させた。日米間の日本による自動車自主規制枠は、1981年に合意[2]され年168万台と定められ、1984年に185万台、1985年から最終的に1993年まで年230万台の上限枠が設けられた。
- 資源エネルギー庁石油部計画課長。
- 1988年（昭和63年）6月：名古屋通商産業局長。
- 1989年（平成元年）6月：資源エネルギー庁石油部長。
- 1991年（平成3年）6月：資源エネルギー庁次長。
- 1992年（平成4年）6月：資源エネルギー庁長官。
- 1993年（平成5年）：退官。
- 1993年（平成5年）8月：株式会社東京銀行顧問。
- 1993年（平成5年）8月：三井海上火災保険株式会社顧問。
- 1995年（平成7年）8月：住友商事株式会社顧問。
- 1996年（平成8年）6月：住友商事株式会社常務取締役。

住友商事銅取引巨額損失事件が発覚し、記者会見を担当。
- 1999年（平成11年）6月：インドネシア石油株式会社取締役。
- 2001年（平成13年）4月：住友商事株式会社代表取締役副社長。
- 2004年（平成16年）8月：住友商事株式会社特別顧問。
- 2004年（平成16年）9月：国際石油開発株式会社代表取締役副社長。
- 2005年（平成17年）6月：国際石油開発株式会社代表取締役社長。
- 2006年（平成18年）4月：国際石油開発帝石ホールディングス株式会社代表取締役社長。
- 2008年（平成20年）10月：国際石油開発帝石株式会社代表取締役社長。
- 2010年（平成22年）10月：国際石油開発帝石株式会社代表取締役会長[3]。
- 2012年（平成24年）5月 石油鉱業連盟会長[4]

## 同期入省者
通産省入省同期（1963年度）には、牧野力（通産事務次官）、秋山收（内閣法制局長官）、高島章（特許庁長官）、麻生渡（特許庁長官、福岡県知事）、長田英機（中小企業庁長官）、川口融（福岡通産局長、川口順子の夫）、川原壮介（大臣官房審議官）、関野弘幹（三洋電機専務執行役員、経済企画庁物価局審議官）、西川禎一（日本航空機開発協会副理事長、中小企業庁次長）、小野榮一（三菱化学DRM社長、日本航空宇宙工業会専務理事）、山下弘文（日伯紙パルプ資源開発常勤監査役）、窪川功（ジェトロバンコック所長、東武百貨店専務）などがいる。

## その他役職
- 石油鉱業連盟副会長